# 第六次十字军东征
第六次十字軍東征（1228年-1229年），神聖羅馬帝國皇帝腓特烈二世率領條頓騎士團發動的一次十字軍。雖然名為「十字軍」，但其實該次行動幾乎沒有任何實質戰鬥行動，由腓特烈純粹靠著展現軍力及外交談判，兵不血刃、不費一兵一卒奪回耶路撒冷，被後世譽為「兵不血刃的十字軍」。
在發起十字軍前，腓特烈深知歐陸諸國經過三次失敗的十字軍元氣大傷，加上自身剛被教宗額我略九世施以絕罰，以武力奪取聖城的勝算甚微。於是，腓特烈率領軍隊於歐洲出發後，先到塞浦路斯短暫停靠補給，再於耶路撒冷王國的新首都阿卡出發，公開行軍到耶路撒冷談判，順道展現軍力。
當時統治耶路撒冷的埃及阿尤布王朝苏丹卡米勒正飽受內外交困之苦；外有敘利亞的塞爾柱帝國虎視眈眈、煽動叛亂，內有日漸座大的馬木留克奴隸兵階層爭權奪位，無法再負擔多線作戰與十字軍為敵。最後，經過外交談判，卡米勒將聖城耶路撒冷、伯利恆和通往地中海的走廊割讓予耶路撒冷王國，並與十字軍締結為期十年的和約。
腓特烈之亡妻伊莎貝拉為耶路撒冷王國前任女王，於1228年4月25日產下幼子康拉德後難產駕崩。由於當時霍亨斯陶芬王朝與教皇以及歐陸諸國關係一般，為避免與歐陸諸國燃起爭端，腓特烈放棄透過婚姻繼承王位的權利，改為安排未足周歲的幼子康拉德繼位。1229年3月18日，康拉德於耶路撒冷登基，腓特烈開始出任攝政臨朝，掌握王國實權。
是次「十字軍」對歐洲影響深遠，腓特烈向基督教世界證明，在沒有教宗支持及劣勢兵力下，仍然可以發動成功收復聖城的十字軍，並為日後1239年的男爵十字軍打下堅實基礎，令其得以成功攻克黎凡特地區大片腹地，將十字軍國家的版圖擴展到最大。該次重奪耶路撒冷令聖城往後十餘年一直維持於十字軍之手，直至1244年被馬木留克王朝鐵騎及花剌子模流亡傭兵聯軍攻陷為止。